# 新風駅
新風駅（しんふうえき）は、中華人民共和国浙江省杭州市上城区環站南路に位置する杭州地下鉄4号線の駅である。

## 歴史
- 2015年2月2日：開業[1]。

## 駅構造
島式ホーム1面2線を有する地下駅。改札階は地下1階にあり、ホームは地下4階に位置している。杭州地下鉄では基本的に右側通行による運転方式となっているが当駅付近に関しては、隣接する火車東站駅と彭埠駅を対面乗り換えが可能な対向式配置とするために左側通行の方式が採られている。
また当駅は、列車が発車直後に1号線のトンネルと地下で交差するため、ホームは地表から33メートルという深度に設置されている。6号線の火車東站（東広場）駅開業する前までは、当駅が杭州地下鉄唯一の地下4層構造の駅だった。
当駅は火車東站駅からの区間は僅か709メートルと4号線でも特に短い駅間の一つ。駅間が近いあまり、当駅は杭州東駅の西広場に近接している。これは当駅が火車東站駅の混雑緩和を目的として設けられたことに由来する。また当初は杭州東駅の西広場に直結する地下通路の設置が計画されていたが 、しかし、西広場周辺の土地開発が進まなかったため、この連絡通路は未整備のままとなり、現在杭州東駅へ行くには地上経由で移動しなければなりません。

### のりば
| 路線    | 方向 | 行先                 |
| ------- | ---- | -------------------- |
| ■ 4号線 | 下り | 浦沿方面             |
| ■ 4号線 | 上り | 火車東站・池華街方面 |

（出典：杭州地下鉄:站内空间示意图）

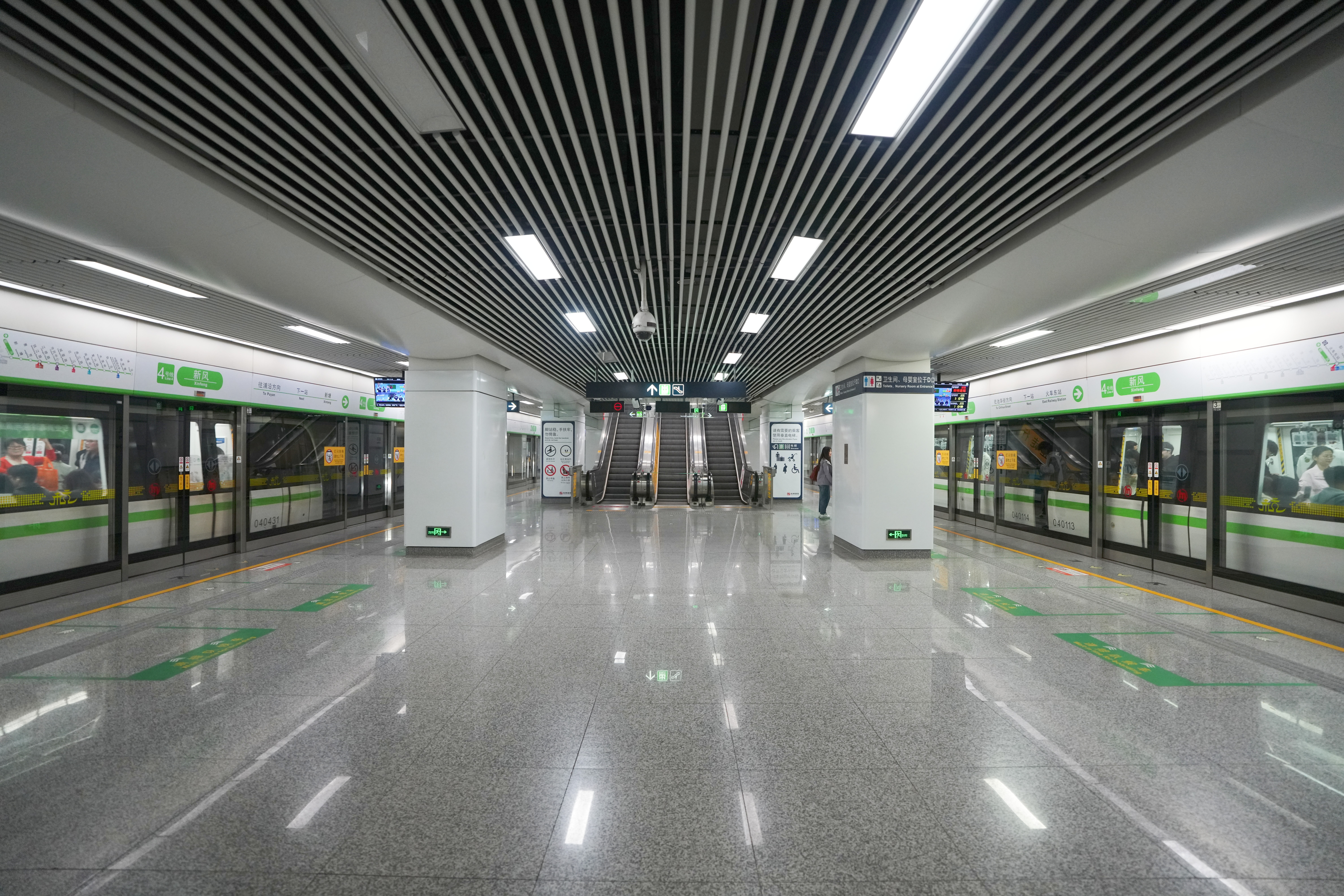
ホーム
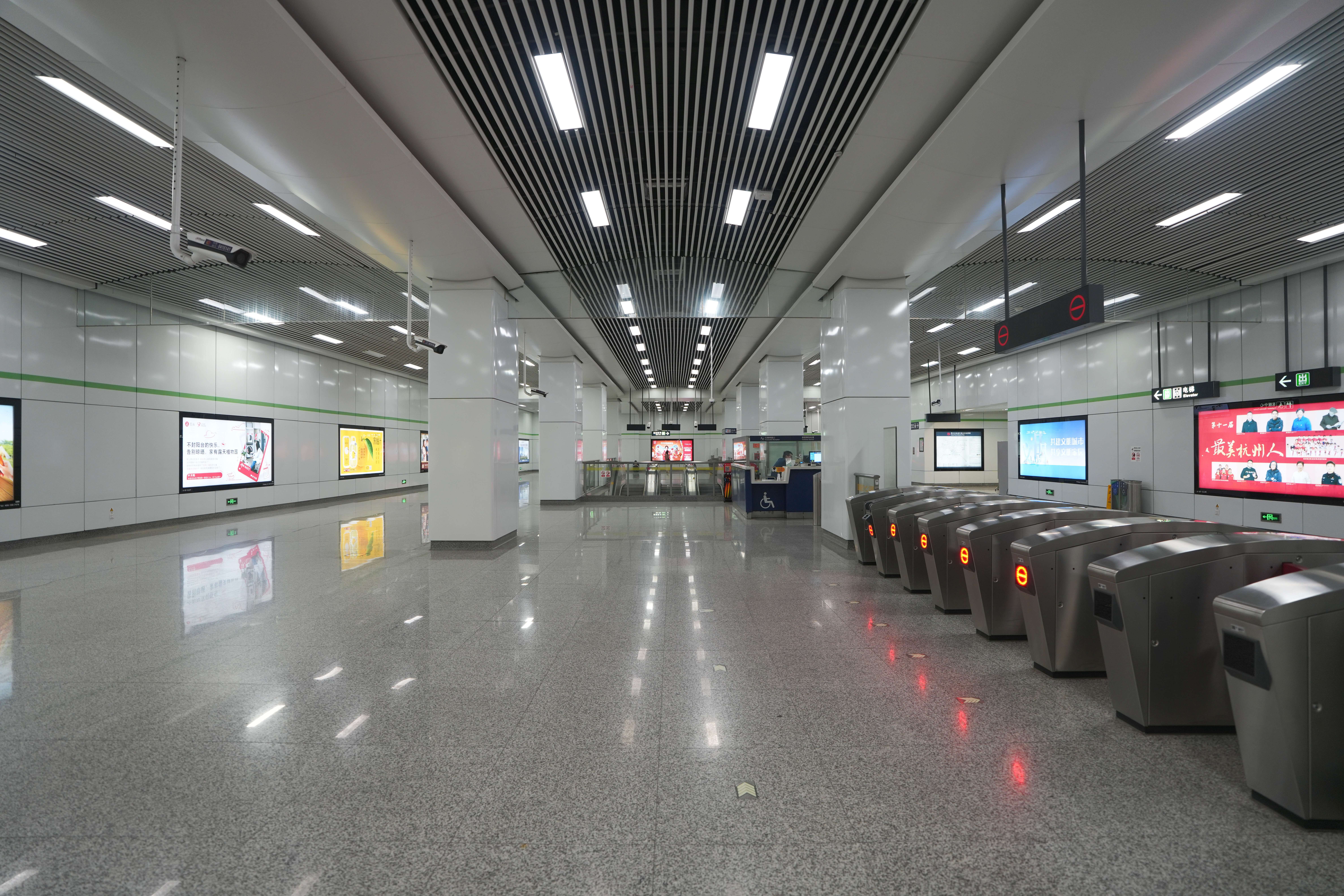
コンコース
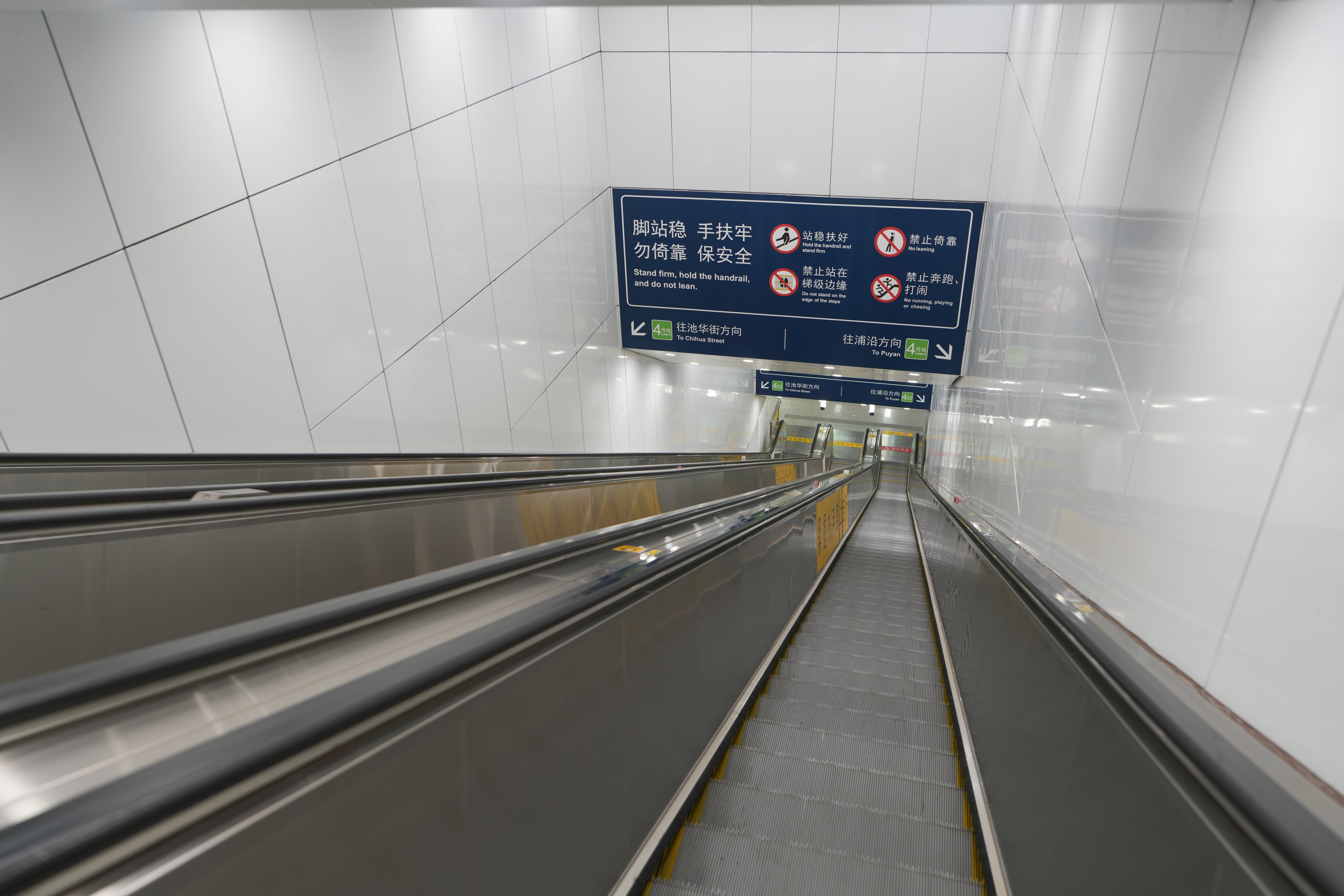
コンコースとホームを往来するエスカレーター

## 駅周辺
- 邁達商業中心
- 天城苑
- 万家花園

## その他
当駅開業後も、駅周辺に残されていた城中村の立ち退き交渉の遅れによって当初の都市計画で予定されていた道路の建設が大幅に遅れ、またこの影響でC出入口は長期にわたり仮設道路の間での孤立状態が長く続いていたがその後の用地買収の進展により、2024年9月にようやく解消された。

## 隣の駅
杭州地下鉄
■ 4号線
新塘駅 - 新風駅 - 火車東站